# Franz Xaver Wenckheim
Franz Xaver Freiherr von Wenckheim (* 3. April 1736 in Graz; † 11. Mai 1794, Schlacht von Courtray) war ein österreichischer Offizier, zuletzt im Range eines k. k. Feldmarschall-Lieutenant.

## Leben
Wenckheim entstammt dem fränkischen Adelsgeschlecht Wenckheim. Sein Vater, Joseph August Ritter von Wenckheim, war ein niederösterreichischer Regierungskanzler. Seine Mutter war die zweite Ehefrau seines Vaters, Maria Karoline von Wenckheim, geborene Freiin von Harrucker.
Im Alter von 18 Jahren trat er in die Armee ein und kam in das Infanterieregiment Nr. 25. Im Siebenjährigen Krieg zeichnete er sich besonders bei der Belagerung von Schweidnitz aus und wurde bis zum Hauptmann befördert. 
Nach dem Krieg wurde er 1770 zum Major befördert und kam in das Infanterie-Regiment (Pellegrini), 1773 wurde er Kommandeur eines Grenadierbataillons.
Im Bayerischen Erbfolgekrieg kämpfte er bereits im Dienstgrad Oberst als Führer des Regiments und deckte im selbigen Prag. Im Anschluss wurde er nach Wien versetzt.
Seine Ernennung zum Generalmajor folgte im Juli 1787. Im 8. Türkenkrieg behauptete er im Jahr 1788 drei Monate lang den Beschonierpaß bei Semlin.
Am 9. Oktober 1788 erwarb er sich beim Sturm auf Belgrad besondere Verdienste und griff mit den sechs ihm unterstehenden Grenadierbataillonen entscheidend in den Kampf ein. Hierfür erhielt er in der 23. Promotion am 19. Dezember 1790 das Ritterkreuz des Militär-Maria-Theresien-Ordens.
Im Ersten Koalitionskrieg kämpfte er im Westen und zeichnete sich in der Schlacht bei Neerwinden, dann in den Gefechten bei Bois des Mormalle und Vicogne aus. Er wurde für die Einnahme von Valenciennes am 25. Juli 1793 zum Feldmarschall-Lieutenant befördert. Zudem wurde er zum Inhaber des 35. Infanterieregiments ernannt, dessen vorheriger Inhaber, Anton Joseph von Brentano-Cimaroli, verstorben war. Am 11. Mai 1794 fiel er während der Schlacht bei Courtray.

## Familie
Wenckheim heiratete die Freiin Karoline von Rosenfeld (* 1751; † 6. Dezember 1827), eine Tochter des FML Michael Gottfried von Rosenfeld. Das Paar hatte mehrere Kinder:
- Joseph (* 22. November 1778; † 1. März 1830)

⚭ 1800 Freiin Maria von Orczy († 1802)
⚭ 1807 Freiin Therese von Orczy (* 4. December 1790; † 15. Februar 1875), Eltern von Béla Wenckheim
- Karoline (* 1. Juli 1780) ⚭ Graf Ludwig Heinrich von Blankenstein, Oberst[2]
- Henriette (* 2. Januar 1786; † 15. Juli 1847) ⚭ Nicolaus Karasz von Horgos (* 23. August 1781; † 27. April 1840)
- Francisca (* 1793; † 2. Dezember 1863) ⚭ Graf Vincenz Festetics von Tolna (* 10. April 1788; † 16. Januar 1851)[3]
- Theresia